# Grexit
Grexit syftar på ett eventuellt grekiskt utträde ur euroområdet. Begreppet är en sammansättning av orden ”Grekland” och ”exit”. Begreppet myntades i samband med eurokrisen då Greklands skulder till framför allt övriga euroområdet, Europeiska kommissionen, Europeiska centralbanken och Internationella valutafonden (IMF) hade uppnått en så hög nivå så att landet hade svårt att återbetala utan åtstramningar i den grekiska ekonomin.
I slutet av juni 2015 meddelade den grekiska regeringen att den inte avsåg betala tillbaka lån till IMF med förfallodatum 30 juni. Den avviserade inställningen av återbetalningen innebar att Europeiska centralbanken frös nivån på sitt likviditetsprogram till grekiska banker, vilket i sin tur innebar att den grekiska regeringen blev tvungen att införa kapitalkontroller. Stödprogrammet till Grekland sträckte sig till den 30 juni, men förhandlingar slutfördes mellan den grekiska regeringen och dess långivare om ett nytt stödprogram inom ramen för Europeiska stabilitetsmekanismen (ESM).
En inställd återbetalning av lånen skulle inte per automatik innebära att Grekland hade tvingats lämna eurosamarbetet. Däremot skulle bristen på likviditet, till följd av att ECB antingen hade fortsatt att avstå från att höja nivån på sitt likviditetsprogram eller hade slopat programmet helt, inneburit att bankerna skulle ha fått slut på pengar. Utan något nytt stödprogram skulle den grekiska regeringen inte ha haft pengar till att betala ut löner och pensioner, vilket i praktiken skulle ha tvingat regeringen att antingen gå med på ett nytt stödprogram eller att utbetala löner och pensioner i en ny nationell valuta som Grekland själv hade utfärdat.
Någon möjlighet till utträde ur eurosamarbetet finns formellt inte, eftersom införandet av euron är tänkt att vara oåterkalleligt. I juli 2015 utarbetade dock Europeiska kommissionen en detaljerad plan om hur ett utträde skulle kunna genomföras.